# Pi Geminorum
Pi Geminorum (80 Geminorum) é uma estrela na direção da constelação de Gemini. Possui uma ascensão reta de 07h 47m 30.34s e uma declinação de +33° 24′ 56.8″. Sua magnitude aparente é igual a 5.14. Considerando sua distância de 562 anos-luz em relação à Terra, sua magnitude absoluta é igual a −1.04. Pertence à classe espectral M0III.